# Synagoge (Triëst)

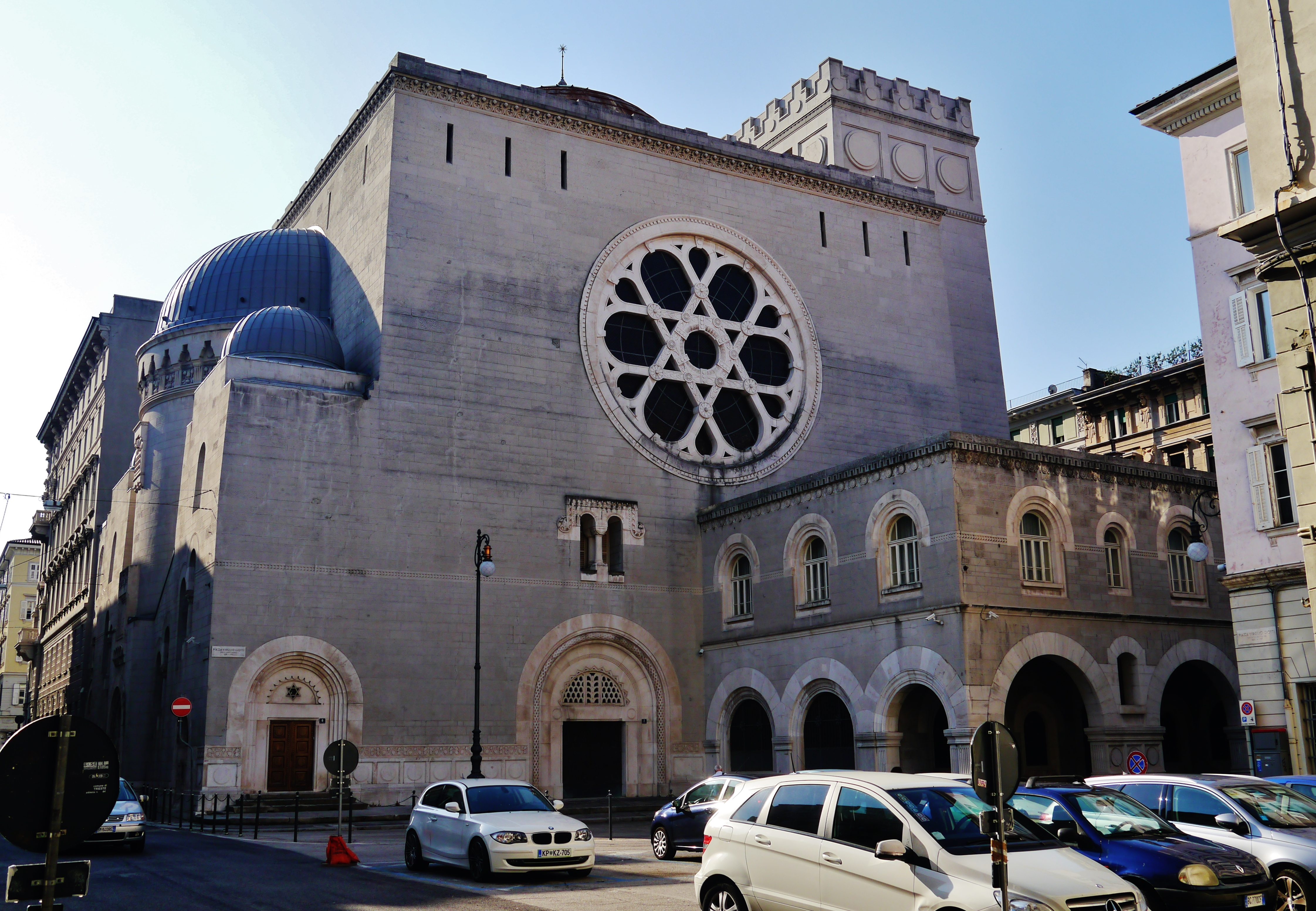
Synagoge in Triëst, Italië

De synagoge (20e eeuw) van de Noord-Italiaanse stad Triëst bevindt zich aan de Via Gaetano Donizetti en de Via San Francesco Assisi.

## Historiek
De eerste synagoge in de stad opende de deuren in 1746, tijdens het bewind van keizerin Maria-Theresia van Oostenrijk. De bouw van deze en drie andere kleine synagoges was een teken van groei in de Joodse gemeenschap. Keizer Jozef II liet toe in 1782 dat er een Joodse school kwam, onder de benaming Scuole pie normali israelitiche.
De actuele synagoge werd gebouwd in de jaren 1908-1912; ze verving de andere cultusplaatsen in de stad. De bouw vond plaats tijdens de laatste jaren van de Oostenrijks-Hongaarse dubbelmonarchie. Triëst was destijds een Vrije rijksstad onder de Oostenrijkse Kroon. 
Het fascistisch regime in Italië sloot de synagoge in 1938. De Duitse nazi’s gebruikten het gebouw als magazijn. De Joodse gemeenschap had het liturgisch zilverwerk verstopt voor de nazi’s. In 1945 werd de synagoge onmiddellijk opnieuw in gebruik genomen.